# 魏訥
魏訥（1466年—？），字尚默，河南開封府鄢陵縣人，民籍，明朝政治人物。

## 生平
河南鄉試第二十三名舉人。弘治九年（1496年）中式丙辰科進士會試第二百七十九名，三甲第一百四十四名進士。歷官大理寺右寺正，陞通政司右參議。官至都察院左僉都御史。正德五年（1510年），被指為劉瑾同黨，革職為民。

## 家族
曾祖魏立；祖父魏榮，封監察御史；父魏璋，前大理寺左寺丞。母李氏（封孺人）。具庆下。